# Грубер, Франц Ксавьер
Франц Ксавьер Грубер (нем. Franz Xaver Gruber) — австрийский учитель начальной школы и церковный органист. Автор музыки популярного рождественского гимна «Тихая ночь».
Грубер рос в бедной семье ткачей. До совершеннолетия работал ткачом, затем обнаружил у себя интерес к музыке и начал брать уроки сначала у местного учителя, затем у церковного органиста Георга Хардоблера в Бургхаузене. В 1806 году Грубер сдал экзамены и в 1807 году стал школьным учителем в Арнсдорфе. Здесь же он занял должность церковного сторожа и органиста. В 1816 году Грубер занял вакантное место органиста в церкви Святого Николая в Оберндорфе.
В Оберндорфе Грубер познакомился с Йозефом Мором, младшим священником в церкви Святого Николая. 24 декабря 1818 года Мор пришёл к Груберу с текстом «Тихой ночи» и попросил его сочинить рождественский гимн для двух голосов соло и гитары. Грубер сочинил музыку в тот же день и они вдвоём исполнили «Тихую ночь» в церкви Оберндорфа на полуночной мессе. Долгие 37 лет их авторство было спорным и сочинение рождественского гимна даже приписывалось Михаэлю Гайдну, жившему тоже в Зальцбурге.
В 1829 году Грубер оставил должности в Оберндорфе и Арнсдорфе и переехал в Берндорф, где стал учителем и церковным сторожем. Позже Грубер занял место хорового дирижёра (1833), певца и органиста (1835) в приходской церкви Халлайне, где и прожил остаток жизни.
В 1989 году был опубликован каталог произведений композитора, который содержит более 60 месс, около 20 литургических произведений и 35 песен. Франц Грубер и Йозеф Мор изображены на австрийских почтовых марках 1948 и 1987 г.